# Садукюла
Са́дукюла (ест. Saduküla) — село в Естонії, у волості Пуурмані повіту Йиґевамаа.

## Населення
Чисельність населення на 31 грудня 2011 року становила 160 осіб.

## Географія
Через село проходить автошлях 14178 (Піккнурме — Гяр'янурме).

## Пам'ятки

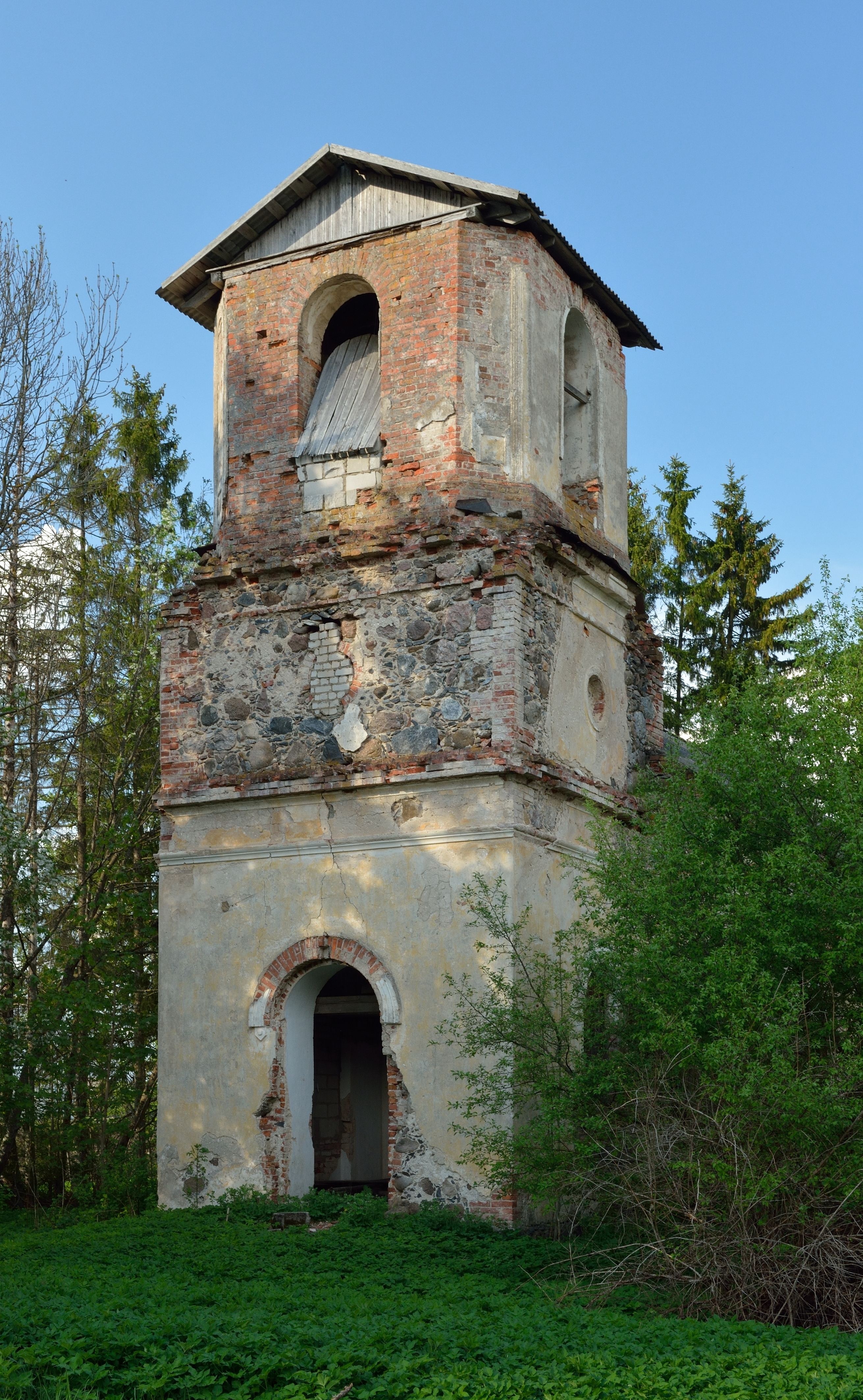
Руїни православної церкви

- Руїни православної церкви.